# 네오플란 센트로라이너
네오플란 센트로라이너(영어: Neoplan Centroliner)은 독일 네오플란사가 이전에 생산했던 대형 버스로 1997년에 최초로 출시되었다.

## 개요
1997년에 출시되었다. 주로 유럽과 아시아에서 도입이 되고 있으며 차종의 경우 도시형버스를 비롯해 2층 버스, 굴절버스, 저상버스 모델이 있다. MAN 인수 이후 MAN제 엔진을 탑재한 대형버스와 굴절버스가 있는데 네오플란 센트로라이너 에볼루션(영어: Neoplan Centroliner Evolution)라고 부른다. 2009년에 후속 차종 없이 단종되었다.

## 사진

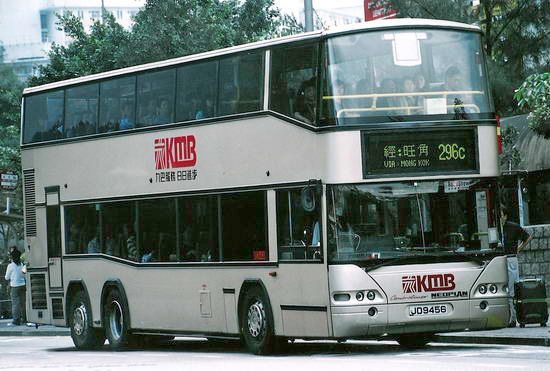
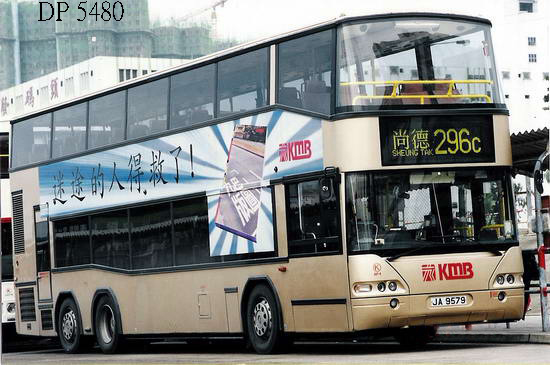
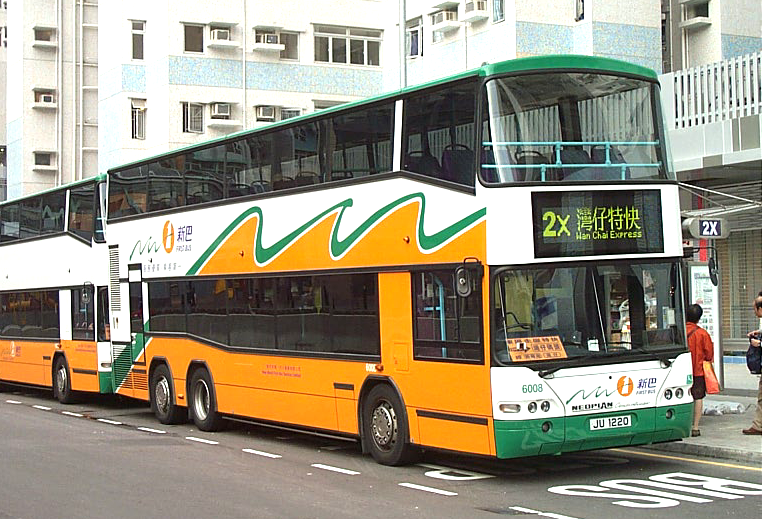
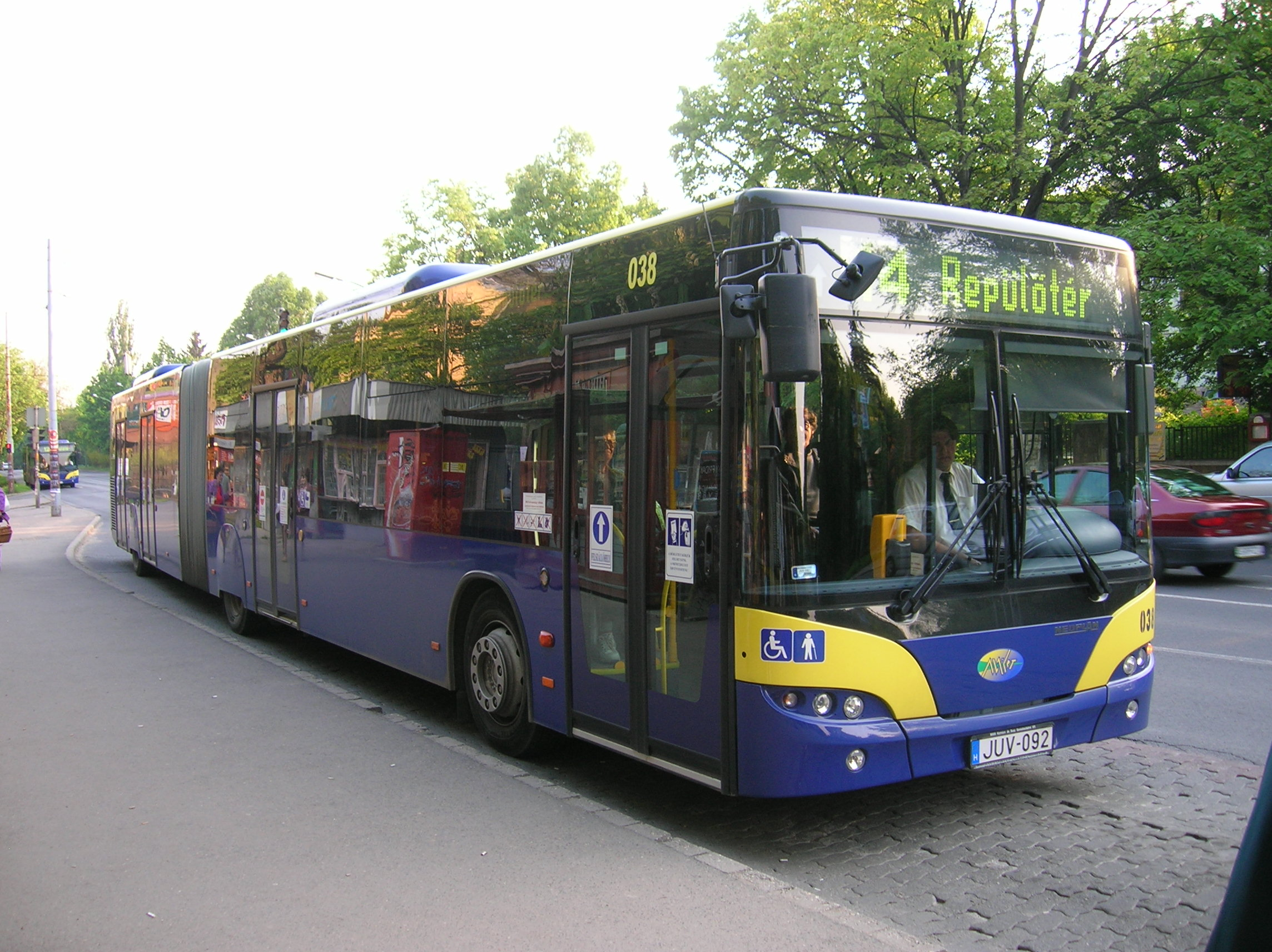
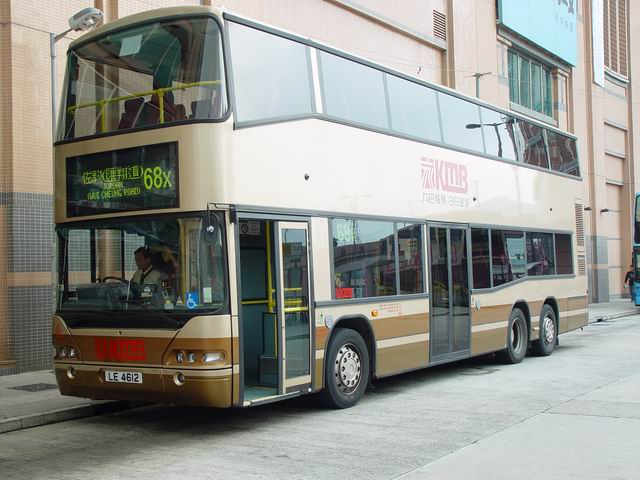